# 永地悠斗
永地 悠斗（ながち ゆうと）は、日本のスーツアクター。ジャパンアクションエンタープライズを経て、現在はキャスタッフに所属している。

## 出演作品

### テレビ
- ウルトラシリーズ
  - ウルトラマンX（2015年） - アクション
  - ウルトラマンオーブ（2016年） - アクション（1話）
  - ウルトラファイトオーブ 親子の力、おかりします!（2017年）
  - ウルトラマンジード（2017年） - アストラ、レギオノイド・ダダ・カスタマイズ ほか
  - ウルトラマンR/B（2018年） - アリブンタ、ニュージェネレーションヒーローズ、キングジョー
  - ウルトラマンタイガ（2019年） - ウルトラマンエックス、宇宙人（2、4話）、ゼラン星人オショロ、ギガデロス、ベムラー、アリブンタ ほか
  - ウルトラマンクロニクル ZERO&GEED（2020年）
  - ウルトラマンZ（2020年） - ウインダム、バリスレイダー、キングゲスラ
  - ウルトラマントリガー NEW GENERATION TIGA（2021年 - 2022年） - ヒュドラム、ダダ (PDO-3A / B / C)、テレスドン
  - ウルトラマンデッカー（2022年） - エレキング、グドン、ウインダム（9話）、ガゾート、ヒュドラム、アリブンタ、ゾンボーグ兵、チャンドラー、スフィアネオメガス（23話）
  - ウルトラマンブレーザー（2023年） - カナン星人・ロビー、デルタンダル
  - ウルトラマン ニュージェネレーション スターズ（2024年）

### 映画
- 烈車戦隊トッキュウジャーVSキョウリュウジャー THE MOVIE（2015年）
- スーパーヒーロー大戦GP 仮面ライダー3号（2015年）
- ウルトラシリーズ
  - 劇場版 ウルトラマンX きたぞ!われらのウルトラマン（2016年）
  - 劇場版 ウルトラマンオーブ 絆の力、おかりします!（2017年） - サポート
  - 劇場版 ウルトラマンジード つなぐぜ! 願い!!（2018年）
  - 劇場版 ウルトラマンタイガ ニュージェネクライマックス（2020年） - レギオノイド・ダダ・カスタマイズ
  - ウルトラマントリガー エピソードZ（2022年） - ガゾート
  - ウルトラマンデッカー最終章 旅立ちの彼方へ…（2023年） - キングジョー

### DVD
- セブンガーファイト（2021年）
- グリッドナイトファイト（2021年） - ナナシ

### WEB配信
- ウルトラマンオーブ THE ORIGIN SAGA（2016年）
- ウルトラギャラクシーファイト ニュージェネレーションヒーローズ（2019年）
- ウルトラギャラクシーファイト 運命の衝突（2022年）
- ウルトラマンレグロス ファーストミッション（2023年）